# Badin (Pakistán)
Badin (en urdu: بدین‎) es una localidad de Pakistán, en la provincia de Sindh.

## Demografía
Según estimación 2010 contaba con 63045 habitantes.